# راش‌ویل (ایلینوی)
راش‌ویل، ایلینوی (به انگلیسی: Rushville, Illinois) یک شهر در ایالات متحده آمریکا با جمعیت ۳٬۱۹۲ نفر است که در ایلی‌نوی واقع شده‌است.

## موقعیت جغرافیایی
موقعیت جغرافیایی شهرها و مناطق اطراف به شرح زیر است: